# Williams FW07B
Chronologie des modèles (1980)
Williams FW07 Williams FW07C
La Williams FW07B est une monoplace de Formule 1 engagée par l'écurie Williams F1 Team dans le cadre du championnat du monde de Formule 1 1980. Elle est pilotée par l'Australien Alan Jones et l'Argentin Carlos Reutemann. Elle est propulsée par un moteur V8 Ford-Cosworth et chaussée de pneumatiques Goodyear.
Avec cette monoplace, Williams remporte son premier titre de champion du monde des constructeurs tandis qu'Alan Jones est sacré champion du monde des pilotes.

## Résultats en championnat du monde de Formule 1

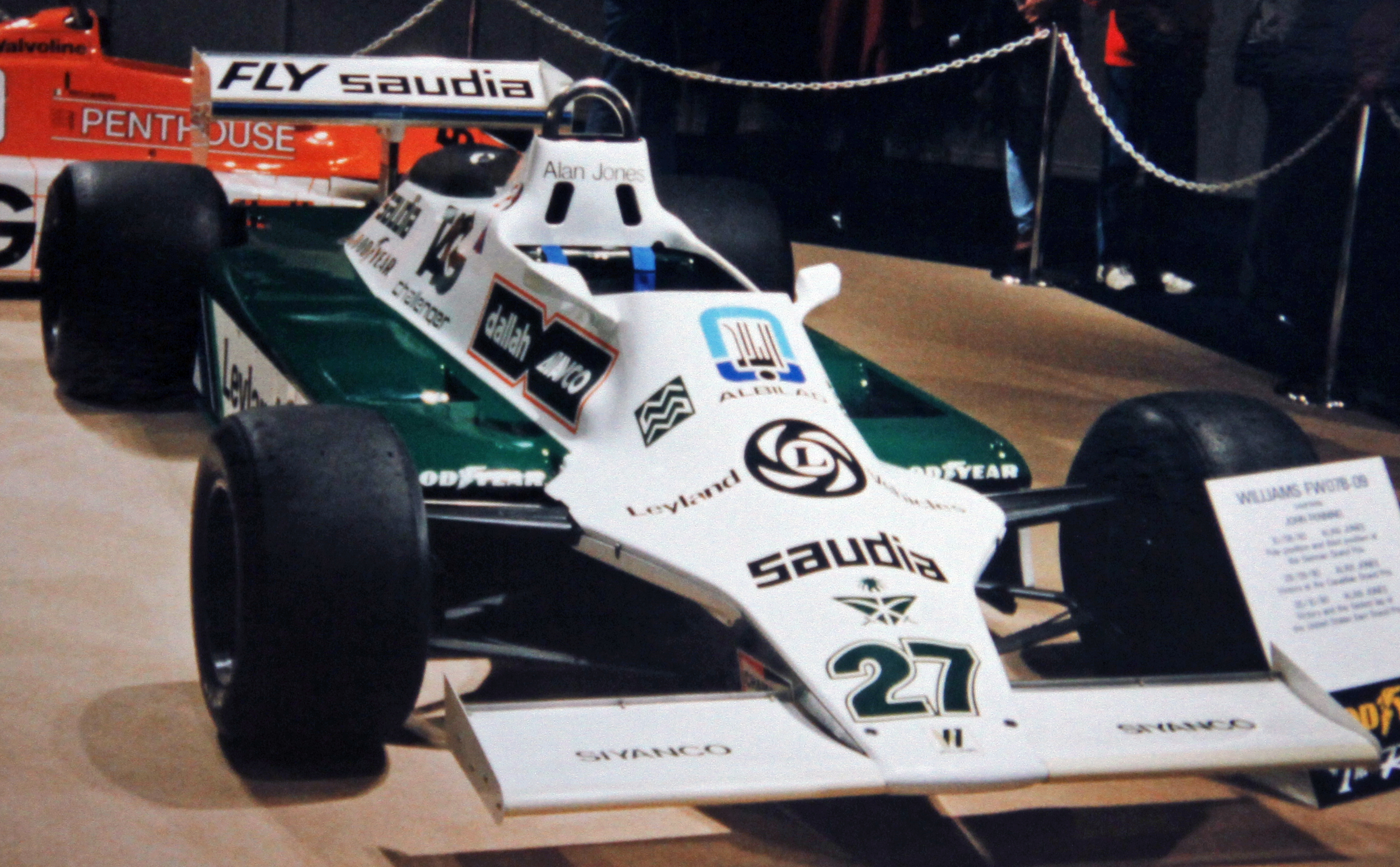
La Williams FW07B d'Alan Jones en exposition en 1994.

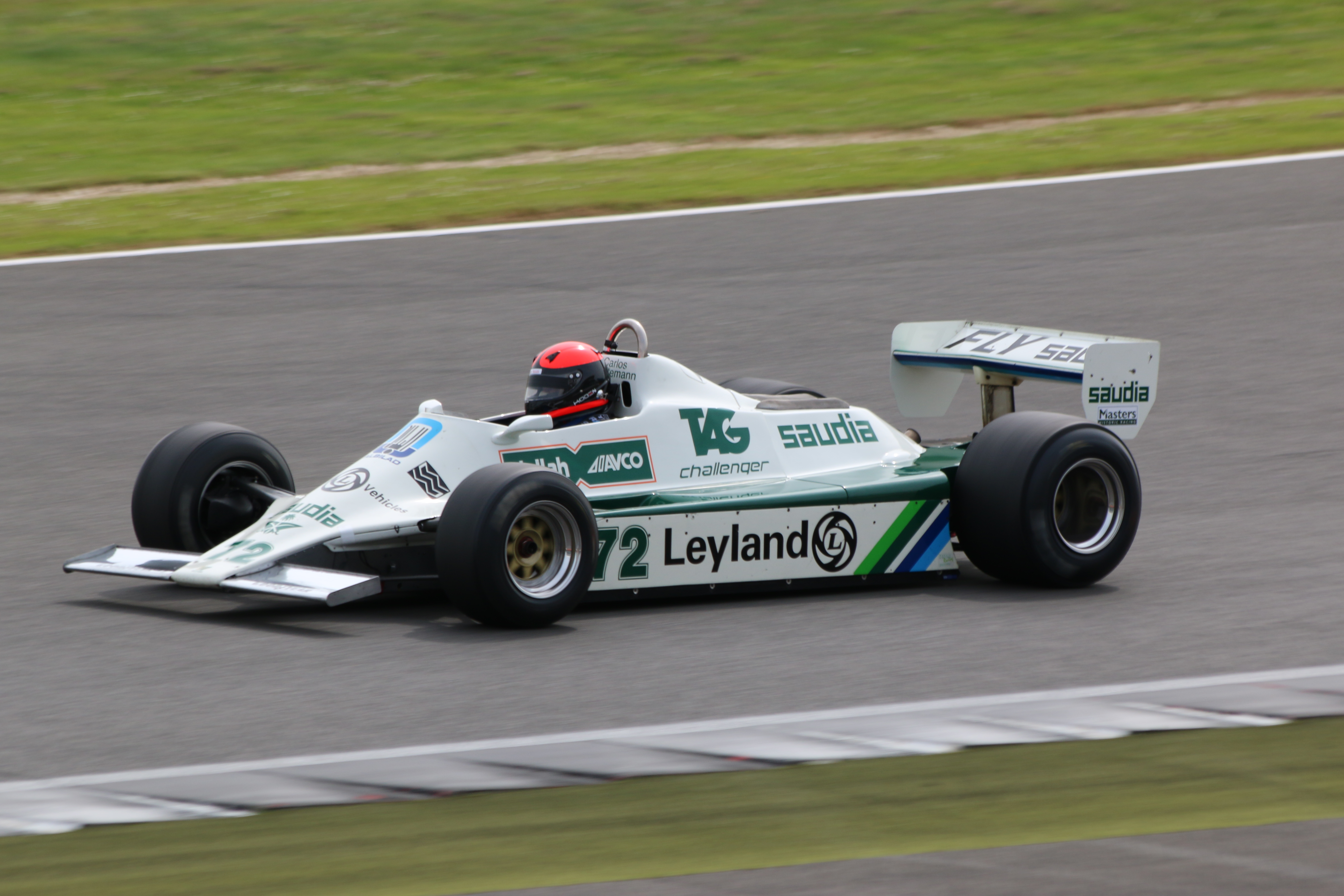
La Wlliams FW07B de Carlos Reutemann en démonstration.

| Saison | Écurie                       | Moteur               | Pneus    | Pilotes          | Courses | Courses | Courses | Courses | Courses | Courses | Courses | Courses | Courses | Courses | Courses | Courses | Courses | Courses | Points inscrits | Classement |
| Saison | Écurie                       | Moteur               | Pneus    | Pilotes          | 1       | 2       | 3       | 4       | 5       | 6       | 7       | 8       | 9       | 10      | 11      | 12      | 13      | 14      | Points inscrits | Classement |
| ------ | ---------------------------- | -------------------- | -------- | ---------------- | ------- | ------- | ------- | ------- | ------- | ------- | ------- | ------- | ------- | ------- | ------- | ------- | ------- | ------- | --------------- | ---------- |
| 1980   | Albilad-Williams Racing Team | Ford-Cosworth DFV V8 | Goodyear |                  | ARG     | BRÉ     | AFS     | EUO     | BEL     | MON     | FRA     | GBR     | ALL     | AUT     | P-B     | ITA     | CAN     | EUE     | 120             | Champion   |
| 1980   | Albilad-Williams Racing Team | Ford-Cosworth DFV V8 | Goodyear | Alan Jones       |         | 3e      | Abd.    | Abd.    | 2e      | Abd.    | 1er     | 1er     | 3e      | 2e      | 11e     | 2e      | 1er     | 1er     | 120             | Champion   |
| 1980   | Albilad-Williams Racing Team | Ford-Cosworth DFV V8 | Goodyear | Carlos Reutemann | Abd.    | Abd.    | 5e      | Abd.    | 3e      | 1er     | 6e      | 3e      | 2e      | 3e      | 4e      | 3e      | 2e      | 2e      | 120             | Champion   |

Légende : ici 